# Chúribga
Chúribga (Berbersky: ⵅⵯⵔⵉⴱⴳⴰ; Arabsky: خريبڭة, Khouribga), je vnitrozemní město v Maroku, které leží mezi městy Casablanca a Beni Mellal v regionu Béni Mellal-Khénifra. V roce 2014 v něm žilo 196,196 obyvatel. Chúribga vděčí za svůj růst fosfátovým ložiskům v okolí.

## Geografie
Město Chúribga se nachází 120 km od Casablanky, 154 km od hlavního města Rabatu, a více než 200 km od Marrákeše a asi 99 km od města Beni Mellal a 60 km od města Settat.
Chúribga se nachází v nadmořské výšce 820 metrů nad mořem na náhorní plošině Ouardigha. Město bylo založeno v roce 1923 zástupci francouzského protektorátu, když byly v oblasti objeveny fosfáty. Od té doby je Maroko jedním z největších exportérů fosfátů. V provincii se nachází několik dolů, z nichž nejvýznamnější je důl Sidi Šennan u města Ued Zem, který leží 30 km od vesnice Boulanúar (5 km) a města Bújniba (10 km) a vesnice Hattane.
Provincie Chúribga sousedí na východě s provincií Beni Mellal, na západě s provincií Ben Sliman, na jihu s provincií Settat a na severu s provincií Chémisset.

## Podnebí
Chúribga má horké letní středomořské klima. V zimě spadne více srážek než v letních měsících. Průměrná roční teplota v Chúribze je 17,2 °C. Ročně zde naprší přibližně 432 mm srážek.